# Sonnenweiher (Gemeinde Grafenwörth)
Der Sonnenweiher ist eine Siedlung in der Marktgemeinde Grafenwörth im Bezirk Tulln in Niederösterreich.

## Lage
Die Siedlung, die aus über 200 Objekten besteht, die um einen künstlichen See gereiht wurden, den größten Folienteich Europas, schließt östlich an das verbaute Gebiet von Grafenwörth und den Ortsteil Waasen an und wird im Osten von einem Graben begrenzt, der die Orte Fels am Wagram und Feuersbrunn entwässert. Das Gebiet lag früher teils in der Katastralgemeinde Grafenwörth und teils in der Katastralgemeinde Seebarn am Wagram; Im Zuge der Umwidmung wurden die Katastralgemeindegrenzen verschoben, sodass sich heute die gesamte Siedlung in Grafenwörth befindet. Im Norden soll ein Bildungscampus mit einer Fachhochschule für Physiotherapie sowie einer Schule und Fachhochschule für Gesundheits- und Krankenpflege entstehen.

## Geschichte
Bis in das 21. Jahrhundert war die Flur östlich des Friedhofes von Grafenwörth unbebaut. Der Bürgermeister der Gemeinde, Alfred Riedl, zugleich Präsident des Österreichischen Gemeindebundes, gelangte dort im Erbweg an einen Acker und konnte einen zum Konzern der Niederösterreichischen Versicherung gehörigen Bauträger für das Projekt Sonnenweiher gewinnen. Alfred Riedl ist Mitglied des Aufsichtsrates der Niederösterreichischen Versicherung, was die Vergabe des riesigen Bauvolumens erleichterte. Als Bürgermeister gelang es ihm auch, die ihm gehörenden Ackerflächen in Bauland zu widmen und im Jahr 2019 an den Bauträger zu verkaufen. Weiters fungierte der Bürgermeister als Zwischenhändler des Bauträgers, indem er weiteres Ackerland erstand und umgewidmet an den Bauträger veräußerte. Die so erzielten Gewinne von Riedl lösten einen Skandal aus. Darüber hinaus soll das Land Niederösterreich mit einem nicht-öffentlichen Gutachten dazu beigetragen haben, dass das Projekt realisiert werden konnte. Außerdem soll Riedl die Umwidmung ermöglicht haben durch Zahlung eines Kostenbeitrags in Höhe von 350.000 Euro aus dem Grafenwörther Gemeindebudget an die Autobahnen und Schnellstraßen Finanzierungs Aktiengesellschaft bei einer von der ASFINAG nicht für notwendig gehaltenen Erhöhung einer Lärmschutzwand entlang der von Riedl privat gehaltenen Grundstücke, welche aufgrund dessen eine erhebliche Wertsteigerung erfuhren.  Der Spatenstich der Anlage, die im Baustil entfernt an Dubai erinnert, und daher auch den Spitznamen „Mini-Dubai“ hat, erfolgte im Oktober 2021. Aktuell wurden bereits zahlreiche Objekte fertiggestellt und verkauft.